# CB Saragossa
Club Baloncesto Saragossa (spanisch: Club Baloncesto Zaragoza), auch bekannt unter dem langjährigen Sponsornamen CAI Zaragoza, ist ein spanischer Basketballverein aus der aragonischen Hauptstadt Saragossa. Die erste Mannschaft spielte von 1981 bis 1996 in der ersten Division und zählte zeitweise zu den stärksten Mannschaften des Landes. Aufgrund finanzieller Probleme zog sich der Verein ab 1996 aus dem professionellen Basketball zurück und betreibt seither nur noch Junioren- und Amateurteams.

## Geschichte
CB Zaragoza wurde im Jahr 1981, als Abspaltung von CN Hélios, ein Sportverein der bereits die erste spanische Liga bestritt und im Korać-Cup antrat, ins Leben gerufen. Der neue Klub etablierte sich auf Anhieb im Spitzenfeld und war im Jahr 1983 eines der Gründungsmitglieder des neuen Ligaverbandes Asociación de Clubs de Baloncesto. In der dritten Spielzeit gewannen die Aragonier den ersten großen Titel, im Spanischen Pokal setzte sich das Team mit 81:78 im Endspiel gegen den FC Barcelona durch. Sowohl beim Play-off um die spanische Meisterschaft, als auch beim Korać-Cup der Saison 1983/84 erreichte CAI Zaragoza das Halbfinale. Auch von 1985 bis 1989 platzierte sich die Mannschaft in der Liga im Spitzenfeld und erreichte vier Mal in Folge die Runde der letzten Vier im Play-off um den Titel.
Den nächsten Erfolg erreichte CAI Zaragoza in der Spielzeit 1989/90, erneute setzte sich die Mannschaft im Endspiel um den spanischen Pokal durch, diesmal mit 76:69 gegen Joventut de Badalona. Dies berechtigte 1990/91 auch zum zweiten Mal zur Teilnahme am Europapokal der Pokalsieger. Nach Siegen im Achtelfinale gegen Steiner Bayreuth erreichte das Team die Runde der letzten Acht, bei der man sich gegen namhafte Gegner wie PAOK Thessaloniki, Hapoel Galil Elyon und Roter Stern Belgrad durchsetzte. Nach einem Halbfinalsieg gegen Cholet Basket, traf CAI Zaragoza im Endspiel schließlich erneut auf PAOK Thessaloniki und unterlag knapp mit 72:76.
In den folgenden Jahren gelang den Aragoniern noch zwei weitere Male der Einzug ins Endspiel um den Spanischen Pokal, 1992 unterlag man CB Estudiantes mit 56:61 und 1995 verlor das Team mit 80:88 gegen TAU Vitoria. Die Saison 1995/96 beendete CAI Zaragoza zwar auf dem siebten Rang in der Meisterschaft, aufgrund finanzieller Schwierigkeiten verloren sie jedoch ihre Lizenz. Der Klub zog sich in der Folge vom professionellen Spielbetrieb zurück und konzentrierte sich auf die Nachwuchsarbeit und den Amateursport. Die erste Mannschaft spielt in der Primera División Nacional, der fünften Spielklasse in Spanien.
Als Nachfolger von CB Zaragoza wurde im Jahr 2002 Basket Zaragoza 2002 ins Leben gerufen. Der neue Klub trägt zwar, ebenso wie sein Vorgänger, aufgrund des Sponsorings vom Kreditinstitut Caja de Ahorros de la Inmaculada den Namen CAI Zaragoza und spielt auch in den traditionellen Vereinsfarben rot und weiß, steht jedoch weder personell noch institutionell in Verbindung zu CB Zaragoza.

## Namen
Im Laufe der Geschichte führte der Klub aufgrund wechselnder Sponsoren unterschiedliche Namen, der bekannteste ist CAI Zaragoza, den die Mannschaft zehn Jahre lang trug.
- Zaragoza Skol (1981–1982)
- CAI Zaragoza (1982–1992)
- Natwest Zaragoza (1992–1994)
- Amway Zaragoza (1994–1996)
- Adecco Zaragoza (2001–2003)
- Serviplem Baryval Zaragoza (2004–2008)
- 100x100 Basket CBZ (2009–2012)
- Universidad Zaragoza CBZ (seit 2012)

## Erfolge
- Sieger des Spanischen Pokals (2): 1984, 1990
- Finalist im Europapokal der Pokalsieger: 1990/91